# ستيفانو زاكيرولي
ستيفانو زاکيرولي (بإيطالية: Stefano Zacchiroli) ولد سنة 16 مارس 1979, وانتخب قائد لمشروع دبيان خلفا لـ ستيف ماكنتاير في أبريل 2010. في مارس 2001 أصبح زاکيرولي مطور في مشروع دبيان, بعد حضوره LinuxTag في عام 2004، أصبح أكثر انخراطا في مجتمع دبيان.
زاکيرولي حصل على درجة الدكتوراه في علوم الحاسب في عام 2007  من جامعة بولونيا وانتقل إلى جامعة باريس ديديروت لعمل أبحاث ما بعد الدكتوراه. حاليا يشارك زاکيرولي في مشروع MANCOOSI
الذي يعمل على تطبيقات بطرق رسمية لحل المسائل المعقدة في إدارة توزيعات جنو/لينكس.